# Fortnite World Cup 2019
Fortnite World Cup — турнір з кіберспорту за мотивами відеогри Fortnite. Він відбувся 26–28 липня 2019 року на стадіоні « Артур Еш» у Нью-Йорку, США. Загальний призовий фонд 30 млн. доларів був доступний для різних змагань.

## Огляд
Fortnite World Cup використовував два режими гри, доступні у відеогрі Fortnite. Головна подія World Cup, а також Pro-Am використовували Fortnite Battle Royale, гру у стилі Battle Royale, у якій до 100 гравців висаджуються на острів без будь-якої зброї чи броні, за винятком кирки. Опинившись на землі, гравці повинні шукати зброю, броню та лікувальні предмети, а також використовувати кирку, щоб руйнувати різні предмети, щоб зібрати ресурси з дерева, каменю та металу. Усе це потрібно робити, уникаючи атак інших гравців, а також залишаючись у межах кола, що зменшується на карті, або ризикувати, отримуючи смертельну шкоду поза ним. Гравці можуть використовувати зібрані ресурси для будівництва стін, підлоги, сходів і пандусів, щоб використовувати їх як прикриття від атак. Перемагає останній гравець або команда, що залишилися в живих.
Чемпіонат світу з Fortnite проводив онлайн-події протягом 10 тижнів з квітня по червень 2019 року, для кваліфікації гравців. Тижні чергувалися між соло-гравцями та дуетами. Протягом суботи кожного тижня будь-який гравець або дует міг змагатися з іншими за географічним регіоном, граючи до 10 матчів, щоб заробити очки за вибування та перемоги. Потім три тисячі кращих гравців/команд з кожного регіону змагалися на недільному заході, знову зігравши до десяти матчів, щоб заробити очки. Гравці з найкращими результатами недільного турніру в кожному регіоні потрапляють до чемпіонату світу, загалом близько двадцяти гравців/команд щотижня. Приблизно 40 мільйонів гравців змагалися за місця на чемпіонаті світу в одиночній команді та в дуетах. У фіналі Чемпіонату світу учасники зіграли загалом шість матчів. Одиночний гравець або дует, який набрав найбільшу кількість очок після шести матчів, виграв головний приз, а інші гравці отримали частину доступного призового фонду. Усі одиночні гравці отримували мінімум 50,000 доларів за вихід у фінал, головний приз 3 млн. доларів. Подібним чином кожен дует у фіналі отримав мінімум 100,000 доларів, а найкраща команда виграла 3 млн. доларів.

## Історія
Epic Games запустила Fortnite у початковій запланованій формі, тепер відомій як Fortnite: Save the World, в стані раннього доступу в липні 2017 року, приблизно в той самий час, коли була випущена перша впливова гра Battle Royale PlayerUnknown's Battlegrounds (PUBG). Надихнувшись цим, Epic створили варіацію Fortnite і випустили її як Fortnite Battle Royale у вересні 2017 року. Хоча гра була безкоштовною, вона підтримувалася мікротранзакціями . Fortnite Battle Royale швидко набула популярності, і до червня 2018 року гра охопила 125 мільйонів гравців. Загальний прибуток від Fortnite Battle Royale у 2018 році оцінюється в 2,4 млрд доларів за аналітичною компанією SuperData Research. Epic виділила 100 млн доларів з цих доходів на позиціонування Fortnite Battle Royale як кіберспортивну дисципліну.
Перший Чемпіонат світу з Fortnite був вперше оголошений в лютому 2019 року. Незважаючи на те, що Epic планувала провести захід у 2020 році, пандемія COVID-19 змусила Epic скасувати захід на цей рік, хоча й надалі проводились інші сезонні змагання Fortnite, відомі як Fortnite Champion Series.

## Події 2019 року

### Формат
Чемпіонат світу з Fortnite був розділений на дві різні події: одну для сольних гравців, а іншу — для команд із двох гравців або дуетів.
Як сольний, так і дуетний формат складався з шести матчів.
Підсумкові результати World Cup з соло та дуетів:

### Соло
Фінал сольного заходу 2019 року відбувся 28 липня 2019 року, і його виграв 16-річний американець Кайл Ґірсдорф, відомий в Інтернеті як Bugha, який забрав головний приз у 3 млн. доларів . 
Формат підрахунку очок в соло забезпечувався балами за вибування та місце. Учасники отримували по одному балу за кожне вибування та некумулятивні бали за місце. Для соло бали розміщення були такими:
- 16-25, 3 бали
- 15-6, 5 балів
- 5-2, 7 балів
- Victory Royale (1-й), 10 балів

| Місце | Гравець          | Очки | Призові гроші         |
| ----- | ---------------- | ---- | --------------------- |
| 1-й   | Bugha            | 59   | 3 000 000 доларів США |
| 2-й   | Dwyer_21         | 33   | 1 800 000 доларів США |
| 3-й   | ImmDarkSpirits   | 32   | 1 200 000 доларів США |
| 4-й   | Thesilentfish123 | 30   | 1 050 000 доларів США |
| 5-й   | KING             | 30   | 900 000 доларів США   |
| 6-й   | Crue             | 27   | 600 000 доларів США   |
| 7-й   | Skite            | 26   | 525 000 доларів США   |
| 8-й   | Nayte            | 26   | 375 000 доларів США   |
| 9-й   | Riversan         | 24   | 300 000 доларів США   |
| 10-й  | Fatch            | 24   | 225 000 доларів США   |
| 11-й  | Rhux             | 23   | 150 000 доларів США   |
| 12-й  | Tchub            | 23   | 150 000 доларів США   |
| 13-й  | Mongraal         | 23   | 150 000 доларів США   |
| 14-й  | stompy           | 22   | 150 000 доларів США   |
| 15-й  | Dubs             | 21   | 150 000 доларів США   |
| 16-й  | Pika             | 21   | 112 500 доларів США   |
| 17-й  | BELAEU           | 21   | 112 500 доларів США   |
| 18-й  | Clix             | 20   | 112 500 доларів США   |
| 19-й  | Peterpan         | 20   | 112 500 доларів США   |
| 20-й  | Commandment      | 20   | 112 500 доларів США   |
| 21-й  | Domentos         | 20   | 50 000 доларів США    |
| 22-й  | Skailereu        | 19   | 50 000 доларів США    |
| 23-й  | Bizzle           | 19   | 50 000 доларів США    |
| 24-й  | Endretta         | 19   | 50 000 доларів США    |
| 25-й  | benjyfishy       | 19   | 50 000 доларів США    |

| Місце | Гравець     | Очки | Призові гроші      |
| ----- | ----------- | ---- | ------------------ |
| 26-е  | Kinstaar    | 18   | 50 000 доларів США |
| 27-й  | Kurtz       | 18   | 50 000 доларів США |
| 28-й  | Klass       | 17   | 50 000 доларів США |
| 29-е  | MrSavage    | 17   | 50 000 доларів США |
| 30-й  | K1nzell     | 17   | 50 000 доларів США |
| 31-й  | fwexy       | 16   | 50 000 доларів США |
| 32-й  | Letshe      | 16   | 50 000 доларів США |
| 33-й  | TAKAMURAMM  | 16   | 50 000 доларів США |
| 34-й  | Pzuhs       | 16   | 50 000 доларів США |
| 35-й  | RogueShark  | 16   | 50 000 доларів США |
| 36-й  | Zayt        | 16   | 50 000 доларів США |
| 37-й  | Issa        | 16   | 50 000 доларів США |
| 38-й  | Vivid       | 16   | 50 000 доларів США |
| 39-й  | 4DRStorm    | 15   | 50 000 доларів США |
| 40-й  | DiegoGB     | 14   | 50 000 доларів США |
| 41-й  | LeftEye     | 14   | 50 000 доларів США |
| 42-й  | kolorful    | 14   | 50 000 доларів США |
| 43-й  | teeq        | 14   | 50 000 доларів США |
| 44-й  | smeef       | 14   | 50 000 доларів США |
| 45-й  | DRG         | 14   | 50 000 доларів США |
| 46-й  | Prisi0n3r0  | 13   | 50 000 доларів США |
| 47-й  | Klusia      | 13   | 50 000 доларів США |
| 48-й  | wakie       | 13   | 50 000 доларів США |
| 49-й  | CoreGamingg | 13   | 50 000 доларів США |
| 50-й  | Chenkinz    | 13   | 50 000 доларів США |

| Місце | Гравець      | Очки | Призові гроші      |
| ----- | ------------ | ---- | ------------------ |
| 51-й  | Nicks        | 12   | 50 000 доларів США |
| 52-й  | JarkoS       | 12   | 50 000 доларів США |
| 53-й  | Arkhram1x    | 12   | 50 000 доларів США |
| 54-й  | Evilmare     | 12   | 50 000 доларів США |
| 55-й  | Hood.J       | 12   | 50 000 доларів США |
| 56-й  | clarityG     | 12   | 50 000 доларів США |
| 57-й  | leleo        | 12   | 50 000 доларів США |
| 58-й  | lolb0om      | 12   | 50 000 доларів США |
| 59-й  | letw1k3      | 11   | 50 000 доларів США |
| 60-й  | Ceice        | 11   | 50 000 доларів США |
| 61-й  | Aspect       | 11   | 50 000 доларів США |
| 62-й  | Megga        | 11   | 50 000 доларів США |
| 63-й  | Fledermoys   | 11   | 50 000 доларів США |
| 64-й  | Bucke        | 11   | 50 000 доларів США |
| 65-й  | Banny        | 10   | 50 000 доларів США |
| 66-й  | Emqu         | 10   | 50 000 доларів США |
| 67-й  | Tfue         | 7    | 50 000 доларів США |
| 68-й  | sozmann      | 6    | 50 000 доларів США |
| 69-й  | UnknownxArmy | 6    | 50 000 доларів США |
| 70-й  | Kawzmik      | 6    | 50 000 доларів США |
| 71-й  | Lasers       | 6    | 50 000 доларів США |
| 72-й  | Erouce       | 5    | 50 000 доларів США |
| 73-й  | FaxFox       | 5    | 50 000 доларів США |
| 74-й  | Snow         | 5    | 50 000 доларів США |
| 75-й  | drakoNz      | 5    | 50 000 доларів США |

| Місце | Гравець  | Очки | Призові гроші      |
| ----- | -------- | ---- | ------------------ |
| 76-й  | Touzii   | 4    | 50 000 доларів США |
| 77-й  | Luneze   | 4    | 50 000 доларів США |
| 78-й  | slaya    | 4    | 50 000 доларів США |
| 79-й  | Blax     | 4    | 50 000 доларів США |
| 80-й  | LYGHT    | 4    | 50 000 доларів США |
| 81-й  | BlastR   | 3    | 50 000 доларів США |
| 82-й  | Luki     | 3    | 50 000 доларів США |
| 83-й  | Link     | 3    | 50 000 доларів США |
| 84-й  | Marteen  | 3    | 50 000 доларів США |
| 85-й  | Karhu    | 2    | 50 000 доларів США |
| 86-й  | Robabz   | 2    | 50 000 доларів США |
| 87-й  | Astonish | 2    | 50 000 доларів США |
| 88-й  | Snayzy   | 2    | 50 000 доларів США |
| 89-й  | Snayzy   | 2    | 50 000 доларів США |
| 90-й  | Snayzy   | 1    | 50 000 доларів США |
| 91-й  | Maufin   | 1    | 50 000 доларів США |
| 92-й  | Nittle   | 1    | 50 000 доларів США |
| 93-й  | Hornet   | 1    | 50 000 доларів США |
| 94-й  | Aqua     | 1    | 50 000 доларів США |
| 95-й  | Cat      | 1    | 50 000 доларів США |
| 96-й  | Twins    | 1    | 50 000 доларів США |
| 97-й  | Herrions | 0    | 50 000 доларів США |
| 98-й  | Clipnode | 0    | 50 000 доларів США |
| 99-й  | Funk     | 0    | 50 000 доларів США |
| 100-й | Arius    | 0    | 50 000 доларів США |

### Дуети
Фінал дуетів відбувся 27 липня 2019 року, головний приз 3 млн. доларів розділили Еміль Бергквіст Педерсен («Nyhrox») і Девід Ван («Aqua»).
Формат підрахунку очок у дуетах забезпечувався балами за вибування та місця. Учасники отримували по одному балу за кожне вибування та некумулятивні бали за місце. Для дуетів очки розміщення були такими:
- 15-11, 3 бали
- 10-6, 5 балів
- 5-2, 7 балів
- Victory Royale (1-й), 10 балів

| Місце | Команда               | Очки | Призові гроші         |
| ----- | --------------------- | ---- | --------------------- |
| 1-й   | Nyhrox + Aqua         | 51   | 3 000 000 доларів США |
| 2-й   | Rojo + Wolfiez        | 47   | 2 250 000 доларів США |
| 3-й   | Elevate + Ceice       | 45   | 1 800 000 доларів США |
| 4-й   | Saf + Zayt            | 44   | 1 500 000 доларів США |
| 5-й   | Arkhram1x + Falconer  | 44   | 900 000 доларів США   |
| 6-й   | Mongraal + Mitr0      | 40   | 450 000 доларів США   |
| 7-й   | Megga + Dubs          | 38   | 375 000 доларів США   |
| 8-й   | Derox + itemm         | 36   | 375 000 доларів США   |
| 9-й   | Zexrow + Vinny1x      | 35   | 225 000 доларів США   |
| 10-й  | Vato + Skite          | 31   | 225 000 доларів США   |
| 11-й  | Deadra + M11Z         | 30   | 100 000 доларів США   |
| 12-й  | storm                 | 29   | 100 000 доларів США   |
| 13-й  | Noward + 4zr          | 27   | 100 000 доларів США   |
| 14-й  | benjyfishy + MrSavage | 27   | 100 000 доларів США   |
| 15-й  | Keys + Slackes        | 27   | 100 000 доларів США   |
| 16-й  | MackWood + Calculator | 26   | 100 000 доларів США   |
| 17-й  | Spades + Crimz        | 26   | 100 000 доларів США   |
| 18-й  | Hype + Serpennt       | 26   | 100 000 доларів США   |
| 19-й  | BadSniper + Oslo      | 24   | 100 000 доларів США   |
| 20-й  | Scarlet + Bell        | 24   | 100 000 доларів США   |
| 21-й  | Th0masHD + Klusia     | 24   | 100 000 доларів США   |
| 22-й  | Chapix + Crue         | 24   | 100 000 доларів США   |
| 23-й  | Kinstaar + Hunter     | 23   | 100 000 доларів США   |
| 24-й  | znappy + RedRush      | 23   | 100 000 доларів США   |
| 25-й  | Tschinken + stompy    | 22   | 100 000 доларів США   |

| Місце | Команда               | Очки | Призові гроші       |
| ----- | --------------------- | ---- | ------------------- |
| 26-е  | Tuckz + Vorwenn       | 22   | 100 000 доларів США |
| 27-й  | KBB + YuWang          | 18   | 100 000 доларів США |
| 28-й  | RonaldoTV + XXiF      | 17   | 100 000 доларів США |
| 29-е  | Nikof + Airwaks       | 15   | 100 000 доларів США |
| 30-й  | Lanjok + Punisher     | 15   | 100 000 доларів США |
| 31-й  | Nate_Hill + Funk      | 14   | 100 000 доларів США |
| 32-й  | letw1k3 + fwexY       | 12   | 100 000 доларів США |
| 33-й  | JAMSIDE + 7ssk7       | 11   | 100 000 доларів США |
| 34-й  | Tetchra + Eclipsae    | 11   | 100 000 доларів США |
| 35-й  | Sceptic + Clix        | 11   | 100 000 доларів США |
| 36-й  | CizLucky + Brush      | 11   | 100 000 доларів США |
| 37-й  | Aydan + Sean          | 10   | 100 000 доларів США |
| 38-й  | Little + Jay          | 9    | 100 000 доларів США |
| 39-й  | KING + xown           | 9    | 100 000 доларів США |
| 40-й  | parpy + Volx + Parpy  | 9    | 100 000 доларів США |
| 41-й  | Leno + Barl           | 9    | 100 000 доларів США |
| 42-й  | Ming + Puzz           | 8    | 100 000 доларів США |
| 43-й  | LeNain + Tyler15      | 8    | 100 000 доларів США |
| 44-й  | Quinten + Lnuef       | 6    | 100 000 доларів США |
| 45-й  | Skram + Mexe          | 5    | 100 000 доларів США |
| 46-й  | RoAtDW + BlooTea      | 4    | 100 000 доларів США |
| 47-й  | pfzin + Nicks + Pfzin | 4    | 100 000 доларів США |
| 48-й  | wisheydp + GusTavox8  | 3    | 100 000 доларів США |
| 49-й  | xMende + XXM          | 2    | 100 000 доларів США |
| 50-й  | CoverH + Twizz        | 2    | 100 000 доларів США |

### Інші види діяльності
Окрім ігор на стадіоні, територія навколо стадіону у парку Флашинг Медоуз–Корона була облаштована для низки фан-заходів, таких як змагання та ігри, а також концерт Маршмелло.

## Глядачі
Epic повідомила, що квитки на стадіон місткістю 23 700 місць були повністю розкуплені.  За оцінками, 2,3 мільйона глядачів одночасно на потокових сервісах Twitch і YouTube дивилися фінал чемпіонату світу;  Додаткові глядачі включали тих, хто спостерігав за фінальними подіями з Fortnite, і глядачі Китаю.